# Hundsvær

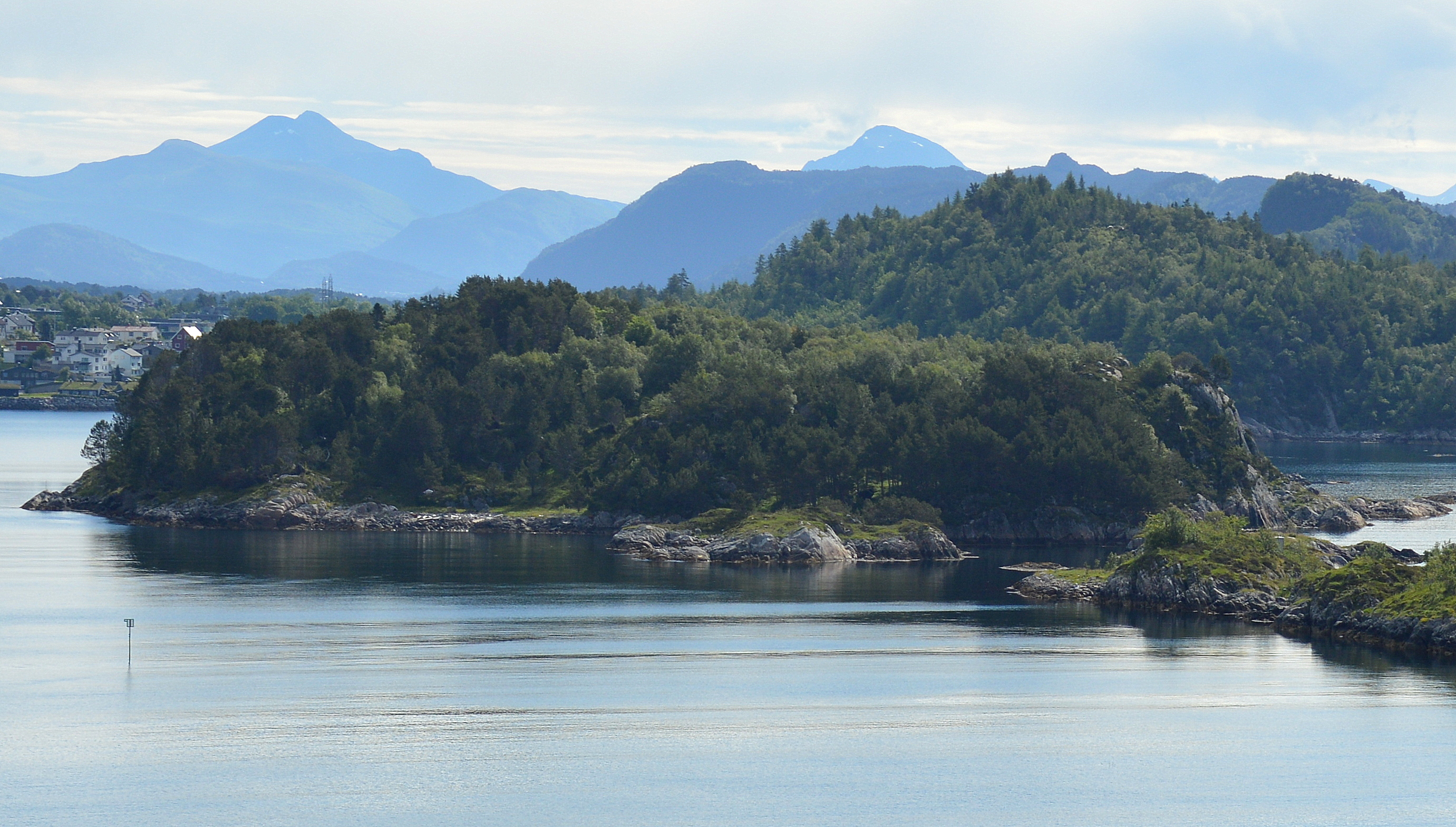
Hundsvær

Hundsvær ist eine Insel im Borgundfjord in Norwegen und gehört zur Gemeinde Ålesund der norwegischen Provinz Møre og Romsdal.
Sie liegt nahe dem nördlichen Ufer des Fjords unmittelbar vor der Einfahrt in den Hafen von Ålesund. Südwestlich liegt die Schäre Tyskholmen, südlich Galtene. Nach Osten erstreckt sich die schmale Halbinsel Svinholmen.
Die felsige Insel hat eine Ost-West-Ausdehnung von etwa 450 Metern, hinzu kommt Svinholmen mit etwa 250 Metern. In Nord-Süd-Richtung erreicht sie eine Breite von ungefähr 250 Metern. Am höchsten Punkt erhebt sie sich auf bis zu 32,5 Meter. Hundsvær ist zum Teil bewaldet. Am Ostufer besteht ein Steg. In diesem Bereich befindet sich auch eine geringfügige Bebauung.
Von Herbst 2005 an wurden in jüngerer Zeit auf der Insel Schafe gehalten. Die Haltung musste jedoch 2009 auf behördliche Anordnung wegen des schlechten Zustandes der Tiere aufgegeben werden.